# L'Annonce à la Vierge de sa mort prochaine
L'Annonce à la Vierge de sa mort prochaine  (en néerlandais, De Annunciatie door Gabriël aan de Maagd van haar ophanden zijnde dood) est une peinture à l'huile sur toile du peintre néerlandais Paulus Bor de 203,2 × 157,5 cm datant de  1635-1640, conservée au Musée des beaux-arts du Canada d'Ottawa depuis 2003 après être apparue sur le marché dans une vente de collection privée en 2002.

## Sujet
Sujet tiré de La Légende dorée de Jacques de Voragine, d'après un récit apocryphe ancien attribué à Jean l'Évangéliste, nommé aussi Seconde Annonciation, selon laquelle la Vierge Marie aurait été prévenue de sa mort prochaine par l'archange Gabriel. Federico Zeri souligne que peu de peintres adoptent alors la présence de dattes (des Justes) sur la palme symbole de la victoire sur la Mort.